# Jossypiwka (Tscherwonohrad)
Jossypiwka (ukrainisch Йосипівка; russisch Йосиповка Jossipowka, polnisch Józefów) ist ein Dorf in der westukrainischen Oblast Lwiw mit etwa 240 Einwohnern.
Am 12. Juni 2020 wurde das Dorf ein Teil der neu gegründeten Stadtgemeinde Radechiw im Rajon Tscherwonohrad, bis dahin gehörte es zusammen mit dem Dorf Polowe (Полове) zur Landratsgemeinde Polowe im Rajon Radechiw.

## Geschichte

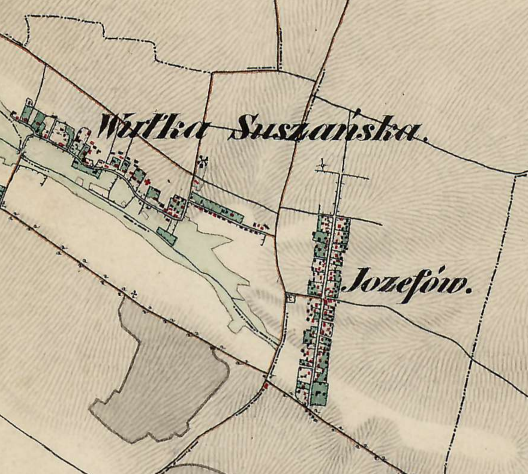
Jozefow auf der Franziszeischen Landesaufnahme um die Mitte des 19. Jahrhunderts

Das Dorf entstand im Jahre 1783 im Zuge der Josephinischen Kolonisation auf dem Grund der Kammergüter von Radychiw und wurde nach hr. (Graf) Józef Mier genannt. Deutsche Kolonisten wurden dort angesiedelt.
Kurz nach der Gründung wurde kraft des Toleranzpatents eine helvetische Pfarrgemeinde gegründet, die der Evangelischen Superintendentur H. B. Galizien gehörte und umfasste andere deutsche Kolonien Hanunin, Romanówka, Sabinówka, Zboiska und Antonin, außerdem mehrheitlich ruthenische Stanin, Suszno, Zabawa, Wulka (Szuszańska, unmittelbar im Nordwesten), Chołojów, Busk und Różanka. Es gab einige Filialgemeinden, darunter in Mierów, Heinrichsdorf (bei Zboiska), Sobolówka (Bezirk Złoczów), Karolówka und Sapieżanka. Im Jahre 1846 wurde das evangelische gemauerte Bethaus erbaut. Im Jahre 1875 gab es in Jozefów 335 Protestanten und eine evangelische Schule mit 4 Klassen.
Im Jahre 1900 hatte die Gemeinde Józefów 52 Häuser mit 315 Einwohnern, davon waren 270 Deutschsprachige, 38 Polnischsprachige, 6 Ruthenischsprachige, 27 römisch-katholisch, 7 griechisch-katholisch, 281 anderen Glaubens.
Nach dem Ende des Ersten Weltkriegs 1918 und dem Zusammenbruch der k.u.k. Monarchie kam Józefów zu Polen.
Im Jahre 1921 hatte die Gemeinde Józefów 47 Häuser mit 281 Einwohnern, davon 288 Deutsche, 51 Polen, 2 Ruthenen, 8 Juden (Nationalität), 255 evangelisch, 21 römisch-katholisch, 2 griechisch-katholisch, 3 Juden (Religion).
Im Zweiten Weltkrieg gehörte es zuerst zur Sowjetunion und ab 1941 zum Generalgouvernement, ab 1945 wieder zur Sowjetunion, heute zur Ukraine.

## Sehenswürdigkeiten
- Ehemalige evangelische Kirche (erbaut 1848)

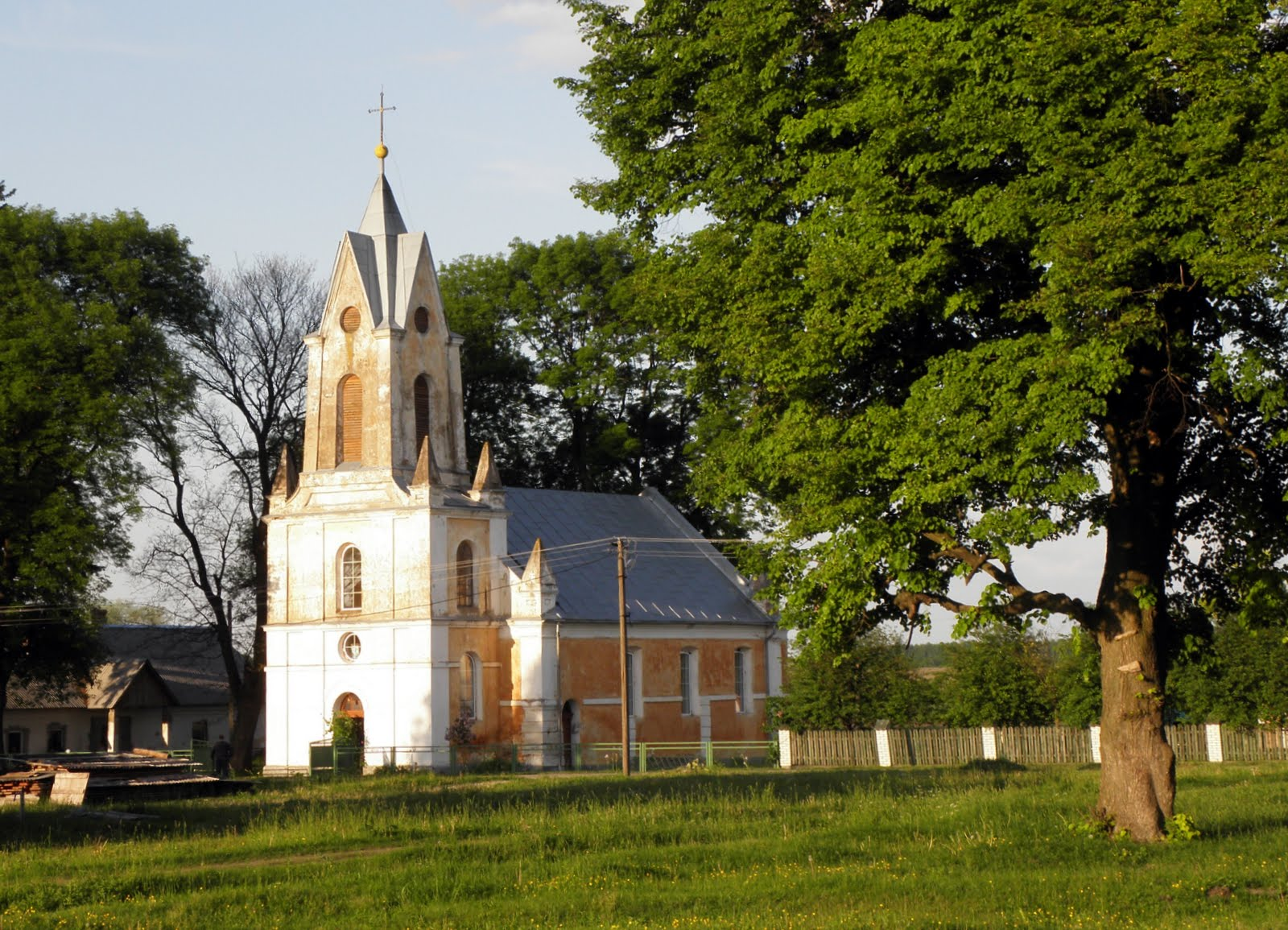
Ehemalige evangelische Kirche